# Release Me (Hooverphonic-Lied)
Release Me (deutsch etwa: Lass mich los) ist ein englischsprachiger Popsong, der von Alex Callier zu einer Melodie von ihm und Luca Chiaravalli geschrieben wurde. Die belgische Gruppe Hooverphonic, aktuell mit der Sängerin Luka Cruysberghs, sollte mit diesem Titel Belgien beim Eurovision Song Contest 2020 in Rotterdam vertreten.

## Hintergrund
Bereits im Oktober 2019 gab der flämische Rundfunk VRT bekannt, dass Hooverphonic Belgien beim kommenden Eurovision Song Contest vertreten würde. Wie in Belgien üblich, wechseln sich die Rundfunkanstalten der flämischen und der wallonischen Region jedes Jahr mit der Auswahl eines Vertreters beim Wettbewerb ab. Die weiterhin interne Auswahl wurde aus Kostengründen beibehalten.

## Musik und Text
Das Lied ist in einem mäßig langsamen Tempo gehalten. Die Musik setzt mit dem ersten Vers, gesungen durch Luka Cruysberghs ein. Der Titel beginnt zuerst mit einem Verse, worauf erst die erste und einzige Strophe folgt. Danach wird der Refrain zweimal gesungen, jedoch unterbrochen mit dem Verse. Schließlich folgt ein Outro. Die Phrase „Release Me“ wird insgesamt fünfzehnmal vorgetragen. Die Instrumentierung wird im ersten Teil des Titels nur durch die Gitarre getragen. Zur zweiten Strophe setzt das Schlagzeug ein, zum Refrain die Streicher.
Alex Callier gibt an, das Lied handle vom Abschied nehmen. Er habe es zu einem Zeitpunkt geschrieben, als sein Vater unheilbar erkrankt sei. Dennoch sei die Aussage universell zu betrachten, nämlich dass jeder einmal Abschied nehmen müsse, von einem Freund, einem Familienmitglied oder einem Geliebten.
Alex Callier, der Bassist der Gruppe, war bereits als Autor beim Titel „A Matter of Time“ (Belgien 2018) beteiligt. Luca Chiaravelli schrieb und arrangierte mehrere Songs für das Sanremo-Festival, unter anderem auch Occidentali’s Karma (Italien 2018).

## Mitwirkende
| - Alex Callier: Gitarre, Bassgitarre, Abmischung, Produzent, Musik, Text - Luca Chiaravelli: Musik, Text - Domien Cnockaert: Synthesizer - Luka Cruysberghs: Gesang - Frederik Dejongh: Mastering - Arnout Hellofs: Tamburin | - Cedric Murrath: Dirigent - Bernard Bertoni, Tim Breckpot, Marc Claes, Stefaan Claeys, Siewald Degraeve, Sébastien Dendal, Harmen Goossens, Peter Hellemond, Karel Ingelaere, Paul Klinck, Victor Pevernagie, Christophe Pochet, Jeroen Robbrecht, Mattijs Roelens, Yannick Swennen, Hans Vandaele, David Van Ransbeeck, Stefan Wellens, Matthieu Widart, Farchad Yudalshev: Streicher |

## Beim Eurovision Song Contest
Belgien hätte im ersten Halbfinale des Eurovision Song Contest 2020 mit diesem Lied auftreten sollen. Aufgrund der fortschreitenden COVID-19-Pandemie wurde der Wettbewerb jedoch abgesagt.

## Chartplatzierungen
| ChartsChartplatzierungen | Höchstplatzierung | Wochen |
| ------------------------ | ----------------- | ------ |
| Flandern (Ultratop)      | 21 (6 Wo.)        | 6      |